# Fosfuro de boro
El fosfuro de boro (BP) (también denominado monofosfuro de boro, para distinguirlo del subfosfuro de boro, B12P2) es un compuesto químico de boro y fósforo. Es un semiconductor.

## Historia
Henri Moissan sintetizó cristales de fosfuro de boro en 1891.

## Aspecto
El BP puro es casi transparente, los cristales de tipo n son de color rojo anaranjado, mientras que los de tipo p son de color rojo oscuro.

## Propiedades químicas
El BP no es atacado por los ácidos ni por las soluciones acuosas de agua alcalina en ebullición. Sólo lo atacan los álcalis fundidos.

## Propiedades físicas
Se sabe que el BP es químicamente inerte y presenta una conductividad térmica muy elevada. A continuación se enumeran algunas de sus propiedades:
- constante de red 0,45383 nm
- coeficiente de expansión térmica 3,65×10-6/°C (400 K)
- capacidad calorífica CP ~ 0,8 J/(g-K) (300 K)
- temperatura Debye = 985 K
- módulo de compresibilidad 152 GPa
- microdureza relativamente elevada de 32 GPa (100 g de carga)
- movilidades de electrones y huecos de algunos centenares de cm2/(V-s) (hasta 500 para los huecos a 300 K)
- elevada conductividad térmica de ~ 460 W/(m-K) a temperatura ambiente.[5]